# Wola (peuple)
Pour les articles homonymes, voir Wola.
Les Wola forment un groupe ethnique de Papouasie-Nouvelle-Guinée, vivant dans cinq vallées au nord-est du lac Kutubu dans la province des Hautes-Terres méridionales,.
Sédentaires, ils pratiquent l'agriculture itinérante, cultivant principalement la patate douce, mais aussi la banane et le taro,.
Ils parlent une variété d'Angal (en).
La plupart d'entre eux sont désormais chrétiens, mais continuent à suivre leurs croyances traditionnelles.